# Síndrome de Potter
A síndrome de Potter e o fenótipo de Potter representam um complexo de achados associados à insuficiência renal e à reduzida quantidade de líquido amniótico (oligohidrâmnio) que se desenvolvem antes do nascimento do bebê.
O fenótipo de Potter representa uma condição que, no recém-nascido, é caracterizada pela ausência de líquido amniótico (oligohidrâmnio). Na ausência desse fluido o bebê não fica protegido da parede do útero. Nessa situação, a pressão exercida por essa parede provoca uma aparência facial típica (fácies de Potter): olhos amplamente separados, com pregas epicânticas, ponte nasal ampla, implantação baixa das orelhas e queixo retraído. Além disso, por causa do espaço intra-uterino limitado, as extremidades podem se mostrar anormais ou em posições ou contraturas anormais. 
A condição de oligohidrâmnio também pode interromper o desenvolvimento dos pulmões (hipoplasia de pulmão) de modo que ao nascimento estes órgãos não funcionam adequadamente. Na síndrome de Potter o defeito principal é a insuficiência renal,que ocorre antes do nascimento do bebê, seja por causa do desenvolvimento insuficiente dos rins (agenesia renal bilateral) ou por outros tipos de doenças renais que provocam a insuficiência dos órgãos. Os rins normalmente produzem o fluido amniótico (como urina) e essa falta de fluido causa a aparência típica da síndrome.

É rara, uma síndrome genética que está associada a hipoplasia ou mesmo ausência, agenesia dos túbulos contorcidos proximais, sendo um rim ineficiente. Nesses casos vai ter ausência ou escassez de líquido amniótico, que recebe o nome de oligohidrâmnio, com isso o feto vai estar sempre sendo traumatizado pelas paredes uterinas, o que pode levar também à prematuridade. 